# 赵善欢
赵善欢（1914年8月16日—1999年12月2日），男，原籍广东高要，生于广东广州，中国昆虫学家。

## 生平
1933年毕业于中山大学农学院农业专门部。1936年至1939年分别获得美国阿力近农业大学学士学位和康乃尔大学研究院科学硕士学位、哲学博士学位。
归国后任华南农业大学教授。1980年当选为中国科学院院士（学部委员）。